# 謝爾曼鎮區 (堪薩斯州克萊縣)
謝爾曼鎮區（英語：Sherman Township）為美國堪薩斯州克萊縣的鎮區。2010年美国人口普查中該鎮區人口有275人。

## 地理
謝爾曼鎮區涵蓋面積86.35平方（33.34平方英里），境內設有一座城市：摩根維爾。

### 墓園
根據美國地質調查局的資料，此鎮區擁有2座墓園：
- 摩根維爾墓園（Morganville Cemetery）
- 謝爾曼墓園（Sherman Cemetery）

### 溪流
斯蒂爾沃特湖（Stillwater Lake）位於此鎮區內。而通過此鎮區的溪流有：
- 德賴溪東支流（East Branch Dry Creek）
- 比茲溪（Peats Creek）

## 人口統計
根據2010年美國人口普查，謝爾曼鎮區人口有275人，人口密度為3.18人/每平方公里。此鎮區居民之種族有98.18%為白人；0.73%為非裔美洲人；0%為美洲原住民；0%為亞洲人；0%為太平洋島民；0.36%為其他種族；另外有0.73%為混血種族。而西班牙裔或拉丁裔美洲人佔此鎮區人口的1.82%。

## 外部連結
- US-Counties.com
- City-Data.com（页面存档备份，存于）